# Olasz márna
Az olasz márna (Barbus plebejus) a sugarasúszójú halak (Actinopterygii) osztályának a pontyalakúak (Cypriniformes) rendjébe, ezen belül a pontyfélék (Cyprinidae) családjába tartozó faj.

## Előfordulása
Az olasz márna eredetileg Észak-Olaszország, Svájc, Szlovénia és Horvátország édesvizeinek lakója; előfordul többek között a Pó, az Isonzó, a Reba, a Dragonia és a Krka vízgyűjtőiben. Közép-Olaszországban, az Appenninektől nyugatra több helyre betelepítették.

## Megjelenése
A hal testhossza 25-30 centiméter, legfeljebb 70 centiméter és testtömege 6 kilogramm. 58-77 közepesen nagy pikkelye van az oldalvonala mentén. Felső ajkának szegélyén 4 bajuszszál van.

## Életmódja
Rajban élő fenékhal. Tápláléka apró fenéklakók, ikrák és kicsi halak.

## Források

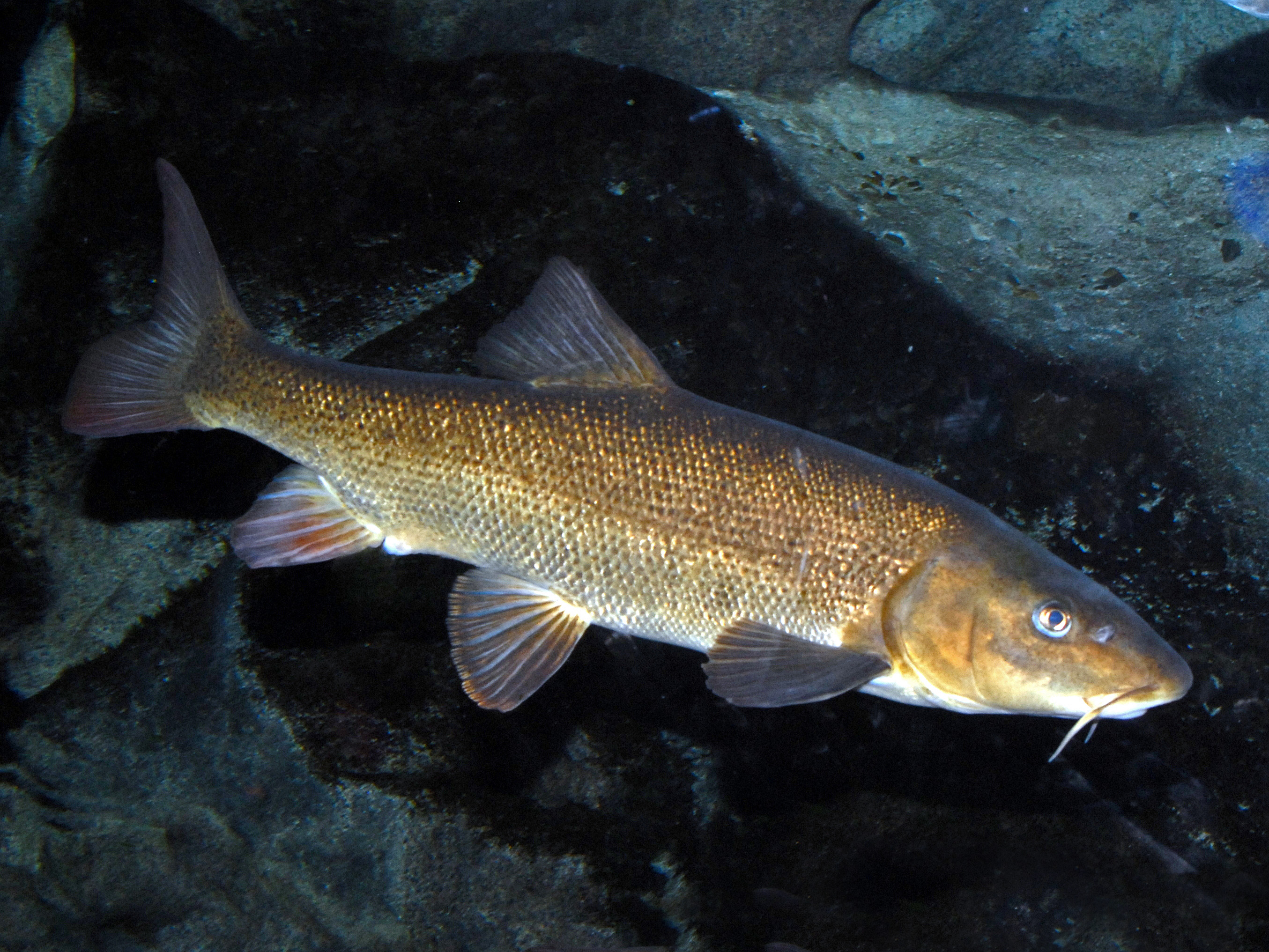
Kifejlett példány

## Szaporodása
Március és június között ívik.